# François Claude de Bouillé
Pour les articles homonymes, voir Bouillé.
François Claude Amour du Chariol, marquis de Bouillé, né le 19 novembre 1739 dans le château du Cluzel à Saint-Eble en Auvergne et mort le 14 novembre 1800 à Londres, est un général français du XVIIIe siècle. Il est connu pour son attachement à Louis XVI et comme coorganisateur de la « fuite de Varennes ».

## Biographie

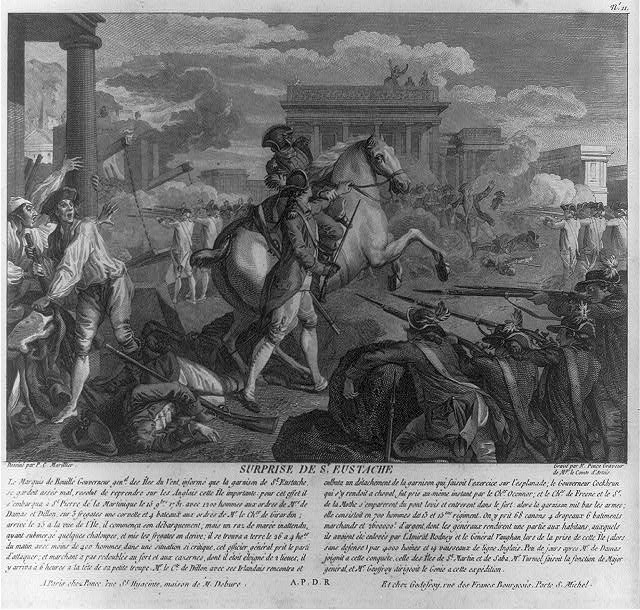
Reprise de l'île de Saint-Eustache aux Anglais par les troupes du marquis de Bouillé en septembre 1781, gravure de 1784

Le 5 novembre 1761 il est colonel du régiment de Bouillé qui prend le titre, en 1762, de régiment de Vexin. Au mois d'août 1765, il s'embarque avec son régiment pour les Antilles.

### Gouvernorat des colonies françaises des îles du vent
François-Claude-Amour de Bouillé est nommé en 1768, gouverneur de la Guadeloupe, brigadier le 3 janvier 1770, maréchal de camp et gouverneur de la Martinique et de Sainte-Lucie le 26 février 1777 avant de devenir gouverneur général des colonies françaises des îles du Vent de juillet 1777 à avril 1783. Gouverneur apprécié pour ses qualités humaines, il compose la chanson populaire Les adieux d'une Créole.
Il combat aux Antilles pendant la guerre d'indépendance des États-Unis, et enlève plusieurs îles aux Britanniques, comme la prise de la Dominique en 1778. En 1781, il prend notamment le commandement de la flotte française du comte de Grasse, lors de la prise de Tobago. Il est nommé lieutenant général en 1782.

### Voyages en Europe
Revenu en France en 1783, il voyage en Europe, Grande-Bretagne, Hollande et en Allemagne.

### Homme politique
Membre de l'Assemblée des notables de 1787 à 1788, il y défend les privilèges.

### Royaliste sous la Révolution française

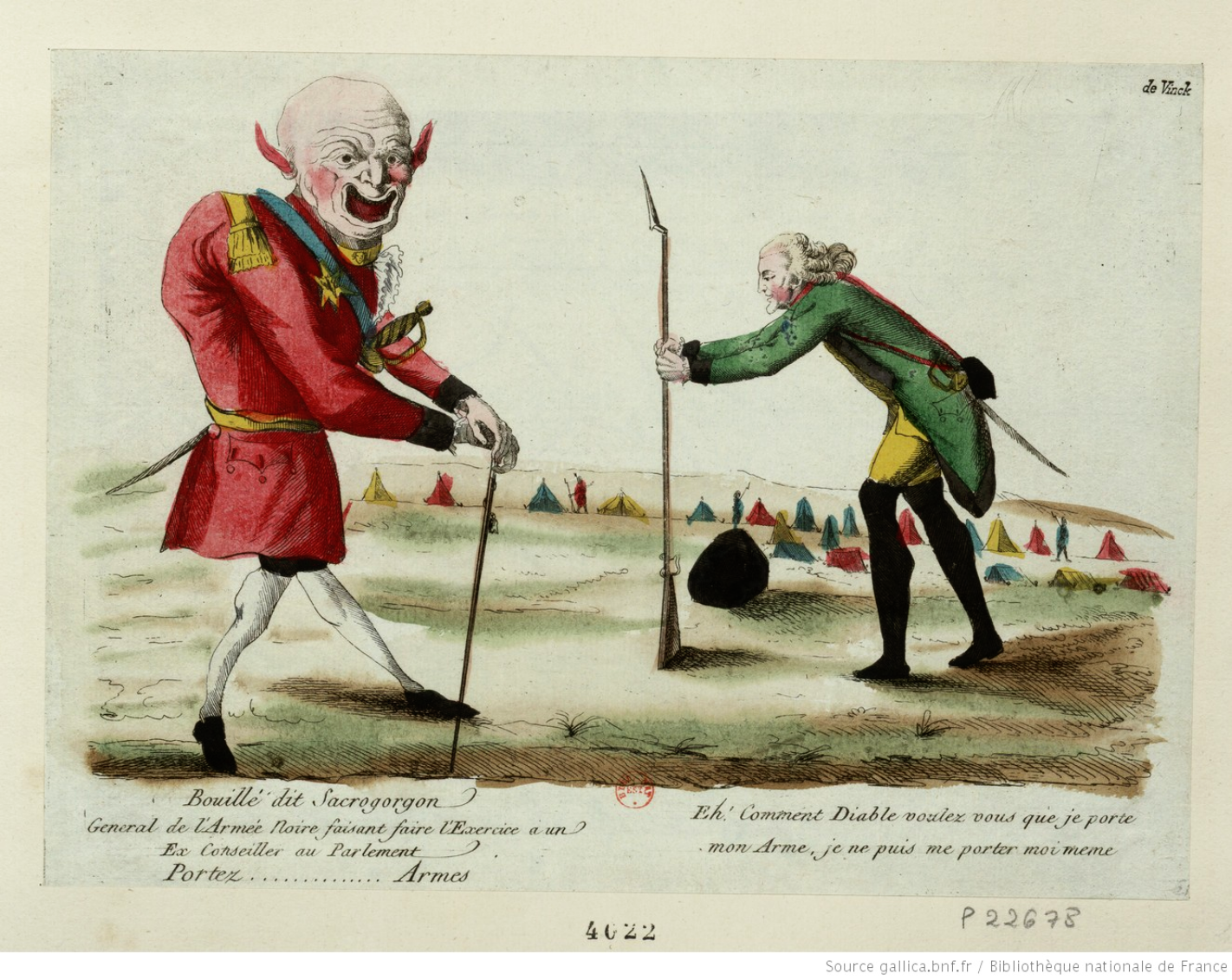
Bouillé dit Sacrogorgon, général de l'armée noire faisant faire l'exercice à un ex-conseiller au parlement

En 1789, il est nommé gouverneur des Trois-Évêchés (Toul, Metz et Verdun), puis de l'Alsace, de la Lorraine et de la Franche-Comté. Nommé en 1790 général en chef de l'armée de Meuse, Sarre-et-Moselle, il fit respecter la discipline à Metz et à Nancy par des actes de vigueur : il réprime sévèrement la mutinerie de la garnison de Nancy, le 31 août 1790 (33 condamnations à mort, 41 aux galères), fait pour lequel l'Assemblée, sur proposition de Mirabeau, vote un décret pour le féliciter.

### Organisateur de la fuite de Varennes
Les patriotes le détestant, le 27 mai 1791 la famille royale le charge d'organiser sa fuite le 20 juin 1791. Il est chargé d’organiser les relais depuis Paris jusqu’à la citadelle de Montmédy, dans la Meuse. En cas de succès le roi prévoyait de l’élever à la dignité de maréchal de France, mais les dispositions pratiques qu'il prend contribuent en partie à l'arrestation de Louis XVI à Varennes-en-Argonne. Le marquis François-Claude-Amour de Bouillé émigre et se réfugie à Coblence. Il fait des démarches auprès des différentes cours pour obtenir la délivrance du roi, enjoignant aux puissances étrangères de combattre la France, en opposition totale aux instructions de Louis XVI, qui redoute la guerre civile. Il eut, sur ce point, des conférences avec le roi Gustave III de Suède à Aix-la-Chapelle, et lui fit part de ses projets. Il fut dans le régiment noble à pied de Condé, en 1792, puis voyant ses efforts inutiles, se retira en Grande-Bretagne, où il mourut le 14 novembre 1800. Il est d'abord enterré au vieux cimetière de Saint-Pancras à Londres, puis au cimetière de Montmartre, où sa dépouille est rapatriée en 1866.

### Union et descendance
Le 6 juillet 1768, il se marie à Sarcelles avec Marie-Louise Guillemette de Bègue, fille de Pierre Joseph Begue, ancien major de la Martinique et chevalier de Saint-Louis, et de Marie Anne Neaud du Breuil. Le couple a cinq enfants. 

### Postérité
On lui attribue traditionnellement la première version (1769) des paroles de la chanson Adieu foulard, adieu Madras ,, composée lorsqu'il était gouverneur de la Guadeloupe.
Et c'est à lui qu'il est fait référence dans le cinquième couplet de la Marseillaise :
Français, en guerriers magnanimes,

Portez ou retenez vos coups !

Épargnez ces tristes victimes,

À regret s'armant contre nous. (bis)

Mais ces despotes sanguinaires,

Mais ces complices de Bouillé,

Tous ces tigres qui, sans pitié,

Déchirent le sein de leur mère !

## Mémoires
Il publie des Mémoires sur la Révolution, qui eurent un grand succès (Londres, 1797, et Paris, 1801). Son fils Louis de Bouillé est général d'Empire.
- Mémoires de M. le Marquis de Bouillé : pendant son administration aux Isles du Vent de l'Amérique (OCLC 900410705)
- Mémoires sur la Révolution (OCLC 4087380)
- Les Mémoires du marquis de Bouillé, éditées par François Barrière en 1859, reprennent et complètent les précédentes éditions (réédition A. de la Pinsonnais éditeur, 2023, 270 pages  (ISBN 978-2494653122)

### Source et bibliographie
- R. Dumolin, « Biographie des Officiers-Généraux de la Haute-Loire : François marquis de Bouillé, lieutenant-général », Annales de la Société d'agriculture, sciences, arts et commerce du Puy,‎ 1850 (lire en ligne)
- Marie-Nicolas Bouillet  et Alexis Chassang (dir.), « François Claude de Bouillé » dans Dictionnaire universel d’histoire et de géographie, 1878 (lire sur Wikisource)
- François Claude Amour Du Chariol, Adieu Foulard, Adieu Madras : Célèbre et vieille chanson guadeloupéenne composée en 1770 par le Marquis de Bouillé, S.l., S.I.G.A.T., s.d., 3 p. (lire en ligne)
- Dictionnaire de la noblesse, tome VI, François-Alexandre Aubert de La Chenaye-Desbois
- Henri Burnichon (préf. Laurent Wauquiez), François, marquis de Bouillé : 1739-1800 : de la conquête des Antilles à la fuite de Varennes, Le Puy-en-Velay, Éditions Jeanne-d'Arc, 2014, 260 p. (ISBN 9782362620393, BNF 44341981, LCCN 2016455316)